# ميسا دي لوس تريس رييس
ميسا دي لوس تريس رييس ( بالباسكية : هيرو إريجين ماهايا ، رونكاليس الباسكية: إيرور إريج مايا ، الأراغونية : ميسيتا دوس تريس ريس ، جاسكون : تبلا ديس تروس رويس ، بالفرنسية : تبلا ديس تروس  ) هو جبل من جبال البيرينيه . . وهي أعلى نقطة في نافارا الإسبانية، بارتفاع 2,428 متر (7,966 قدم) .
اسمها "مائدة الملوك الثلاثة" مشتق من حقيقة أن الجبل يقع عند التقاء ممالك نافار وأراغون وبيارن القديمة. حيث كان ملوك تلك الممالك الثلاثة يجتمعون من وقت لآخر لمناقشة الأمور الهامة.

## أنظر أيضا
- جبال البرانس
- توسال ديلس تريس ريس

## روابط خارجية
- "ميسا دي لوس تريس رييس" على موقع سميت بوست
- باللغة الفرنسية ميسا دي لوس تريس رييس, كامبتوكامب.